# Дульдурга
Дульдурга́ (бур. Дульдарга) — село, административный центр (с 1937 года) Дульдургинского района Агинского Бурятского округа Забайкальского края.
Население — 6869 человек (2021).

## География
Расположено при впадении реки Дульдурга в реку Иля (бассейн Амура), в 90 км к юго-западу от посёлка Агинское.

## История
Село основано на правом берегу реки Иля в 1803 году поселенцем П. Гусевым. В 1941 году улус Дульдурга обрело статус районного центра, когда на основании Указа Президиума Верховного Совета РСФСР от 16 января 1941 года в составе Агинского Бурят-Монгольского национального округа был создан Улан-Ононский аймак(ныне Дульдургинский район).

## Предприятия
Сегодня в населённом пункте находятся крупные предприятия: Юго-западное предприятие электрических сетей ОАО «Читаэнерго». Дульдургинский леспромхоз, организованный в 1963 году, служит для обеспечения лесоматериалом АБАО, ОАО «Урейский угольный разрез».

## Образование и культура
Образование на территории села представлено двумя средними общеобразовательными школами, тремя детскими садами, вечерней школой, а также учреждениями дополнительного образования детей: домом детского творчества, детско-юношеской спортивной школой, школой искусств.
Центрами культурной жизни села являются сельский дом культуры (Межпоселенческий центр досуга) и районная библиотека.
В Дульдурге находятся памятники культуры: памятник Леонтьева Алексея Михайловича, 1912 года рождения, первого пионера с. Дульдурга, убитого в 1927 году, сына партизана Гражданской войны, два памятника в честь воинов-земляков, павших на фронтах Великой Отечественной войны, памятник в честь партизан, павших в борьбе за советскую власть.
В сфере спорта: дом спорта «Иля», а также спортивные площадки и школьные спортивные залы.

## Население
| 1959  | 1970  | 1979  | 1989  | 2002  | 2010  | 2012  |
| ----- | ----- | ----- | ----- | ----- | ----- | ----- |
| 3038  | ↗3908 | ↗4401 | ↗5613 | ↗6382 | ↗6651 | ↗6699 |
| 2013  | 2014  | 2015  | 2016  | 2017  | 2018  | 2019  |
| ↘6667 | ↘6616 | ↘6581 | ↘6518 | ↘6489 | ↗6490 | ↘6483 |
| 2020  | 2021  |       |       |       |       |       |
| ↗6501 | ↗6869 |       |       |       |       |       |

## Топографические карты
- Лист карты M-49-XII. Масштаб: 1 : 200 000. Указать дату выпуска/состояния местности.
- Лист карты M-49-XVIII. Масштаб: 1 : 200 000. Указать дату выпуска/состояния местности.